# Atzbach (Austria)
Atzbach – gmina w Austrii, w kraju związkowym Górna Austria, w powiecie Vöcklabruck. 1 stycznia 2015 liczyła 1168 mieszkańców.